# Galianthe canindeyuensis
Galianthe canindeyuensis är en måreväxtart som beskrevs av Elsa Leonor Cabral. Galianthe canindeyuensis ingår i släktet Galianthe och familjen måreväxter.
Artens utbredningsområde är Paraguay. Inga underarter finns listade i Catalogue of Life.